# Número de Knudsen
O número de Knudsen (Kn) é um número adimensional, definido como a razão entre o comprimento do caminho livre médio molecular e uma escala de comprimento fisicamente representativa. Esta escala de comprimento pode ser, por exemplo, o raio de um corpo no fluido. O número foi batizado em honra do físico Martin Knudsen.

## Definição
O número de Knudsen é definido como:
{\displaystyle {\mathit {Kn}}={\frac {\lambda }{L}}}
sendo
- {\displaystyle \lambda } = caminho livre médio (m)
- L = escala de comprimento fisicamente representativa (m)

Para um gás ideal, o caminho livre médio pode ser prontamente calculado:
{\displaystyle {\mathit {Kn}}={\frac {k_{B}T}{{\sqrt {2}}\pi \sigma ^{2}PL}}}
Onde:
- kB = Constante de Boltzmann (aproximadamente 1.38×10−23 J/K)
- T = temperatura (K)
- {\displaystyle \sigma } = diâmetro da partícula (m)
- P = pressão total (Pa)

(*Para a dinâmica das partículas na atmosfera, e assumindo as Condições Normais de Temperatura e Pressão, isto é: 25 °C, 1 atm, nós temos {\displaystyle \lambda } = 8×10−8 m. )

## Aplicação
O número de Knudsen é muito útil para determinar se a formulação da mecânica estatística ou da mecânica do continuo deve ser usada: Se o número de Knudsen é próximo ou maior que um, o caminho médio livre de uma molécula é comparável a escala de comprimento do problema, e a consideração de continuidade da mecânica dos fluidos não é mais uma boa aproximação. Neste caso a mecânica estatística deve ser usada.
Problemas com número de Knudsen altos incluem o calculo do movimento de uma particular de poeira através da baixa atmosfera, ou o movimento de um satélite através da exosfera. A solução de um fluxo em torno de uma aeronave tem um baixo número de Knudsen. Usando o número de Knudsen um ajuste para a Lei de Stokes pode ser usado no fator de correção de Cunningham, este é uma força de arrasto de correção devido a presença de pequenas partículas (isto é: dp <5 µm).